# Stazione di Pontassieve
La stazione di Pontassieve è una stazione ferroviaria posta sulla ferrovia Firenze-Roma dalla quale si dirama la linea per Borgo San Lorenzo.

## Storia

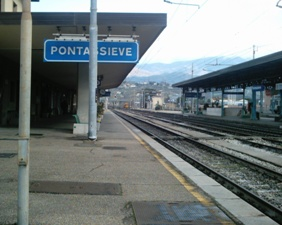
Prima banchina con pannello anni '80 della stazione

Il tratto Firenze-Pontassieve fu il primo, inaugurato il 20 settembre 1862, della linea che sarà estesa un anno dopo a Montevarchi; fu realizzato dalla Società per le strade ferrate romane che costruiva e operava molte ferrovie dell'Italia centrale.
Nel 1913, la stazione diventò nodo di scambio con l'apertura della linea Pontassieve-Borgo San Lorenzo che collega la Val di Sieve a Firenze.
Fino al 1986, prima dell'instradamento dei convogli sulla direttissima Roma-Firenze, era servita da alcuni treni a media e lunga percorrenza.
Nel 1999, fu accantonata su un binario tronco della stazione la locomotiva E404.000, prima in Italia a superare i 300 km/h; nel 2014 fu spostata e recuperata dalla Fondazione FS.

## Strutture e impianti

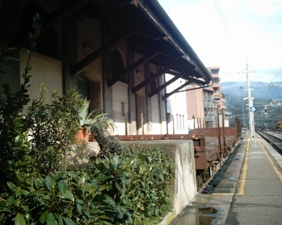
Il tronchino dello scalo merci, smantellato nel 2011

La stazione è dotata di otto binari di cui cinque adibiti al servizio passeggeri. Due di essi, il secondo e l'ottavo, non sono raggiunti da alcuna banchina, mentre il sesto binario, utilizzato per il ricovero di treni merci, è tronco. Un sottopassaggio collega Piazza Stazione a via Giuseppe Verdi unendo tra loro i binari adibiti al servizio passeggeri.
Pensiline metalliche, costruite nel 1926, proteggono la banchina a servizio del terzo e quarto binario e quella a servizio del quinto e settimo.
La stazione disponeva di uno scalo merci composto da un piano caricatore, da un magazzino e da due binari tronchi: uno fu smantellato nel 2011, l'altro nel 2022 in occasione del rialzo della banchina del primo binario.
La stazione è presenziata da personale ferroviario ed è telecomandata dal Dirigente Centrale Operativo di Firenze Campo di Marte. 

### Officina Nazionale Armamento
Nelle vicinanze della stazione, a ovest, sono presenti le officine ferroviarie, raggiunte da un raccordo parallelo alla linea per Firenze.

## Movimento

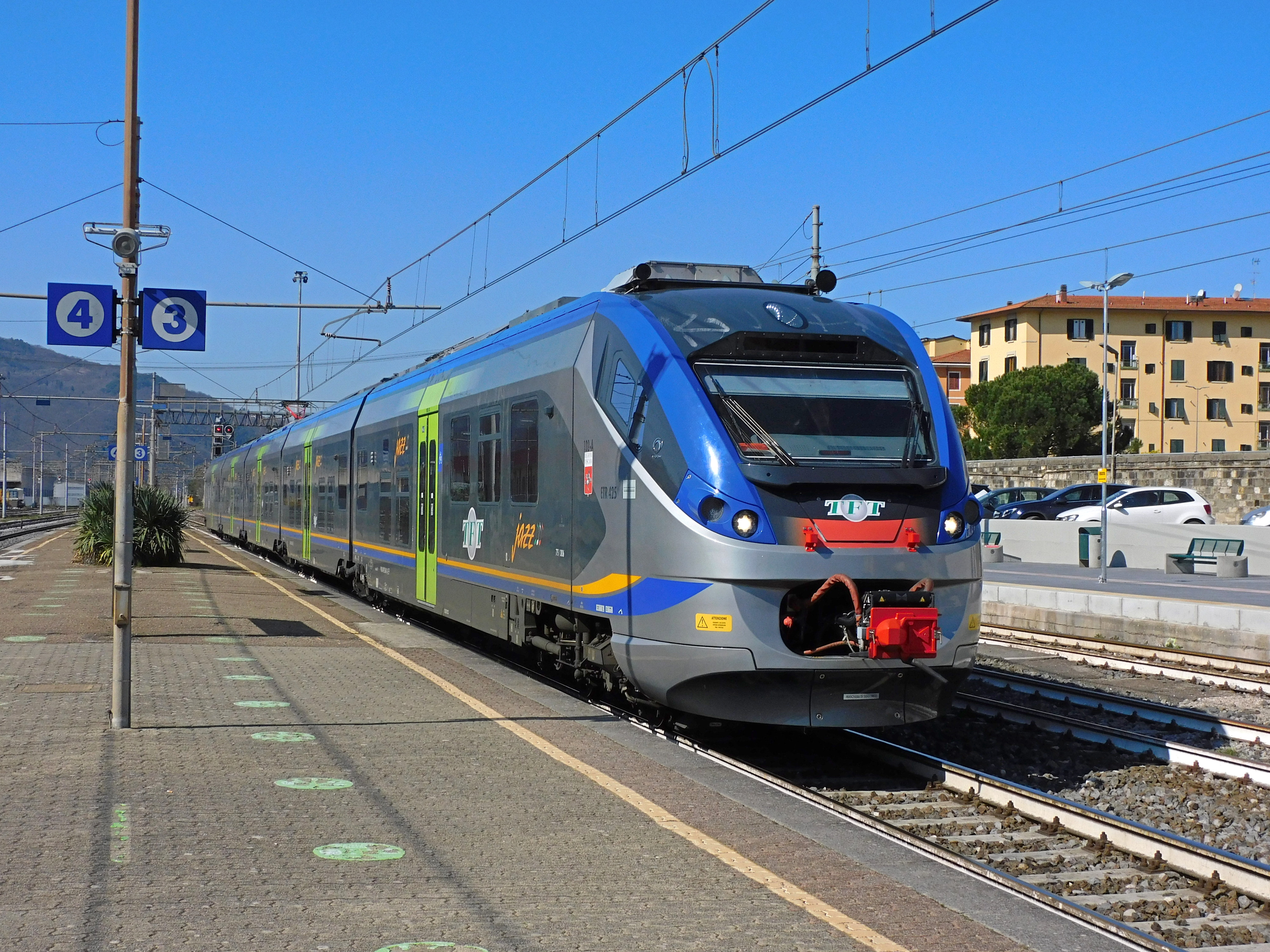
L'ETR 425.102 di TFT in arrivo sul terzo binario.

La stazione di Pontassieve è servita dalle relazioni ferroviarie sull'asse Firenze Santa Maria Novella-Arezzo-Chiusi e sulla Firenze Santa Maria Novella-Borgo San Lorenzo, cadenzate a frequenza oraria in accordo a quanto stabilito dal progetto Memorario, in vigore dal 2011.
Al 2018, era servita da 106 corse passeggeri, mentre il volume di passeggeri ammontava a 3293 unità.

## Servizi
La stazione dispone di:
- Biglietteria a sportello
- Biglietteria automatica
- Sala d'attesa
- Servizi igienici
- Posto di Polizia ferroviaria
- Sottopassaggio
- Ascensore
- Annuncio sonoro arrivo e partenza treni
- Bar
- Edicola

## Interscambi
- Fermata autobus
- Stazione taxi
- Parcheggi di scambio